# Thors (Aube)
Thors település Franciaországban, Aube megyében. Lakosainak száma 68 fő (2022. január 1.). Thors Colombé-la-Fosse, Fresnay, Maisons-lès-Soulaines, Saulcy, Thil és Beurville községekkel határos.

## Népesség
A település népessége az elmúlt években az alábbi módon változott:
| Lakosok száma | 103  | 64   | 78   | 81   | 73   | 72   | 71   | 69   | 68   | 68   |
|               | 1968 | 1982 | 1990 | 2006 | 2013 | 2015 | 2017 | 2019 | 2020 | 2022 |